# Parkview Square
Parkview Square es un edificio de oficinas ubicado en el área central de planificación del centro, Región central, Singapur. Está situado a lo largo de North Bridge Road, y está cerca del principal centro comercial en Marina Center. Está al lado de la estación de Bugis MRT, Bugis Junction y The Gateway, y se encuentra a horcajadas en el Rochor Road y Ophir Road corredor. 
Parkview Square es uno de los edificios de oficinas más caros en Singapur.[cita requerida]
Parkview Square alberga el Consulado Honorario de Omán en el piso 4, la Embajada de los Emiratos Árabes Unidos en el piso 9, así como las embajadas de Austria y Mongolia en el piso 24 del edificio. 

## Diseño y arquitectura
Parkview Square fue diseñado por la firma estadounidense James Adams Design, junto con DP Architects of Singapore. 
Fue construido como el último gran proyecto emprendido por el difunto Sr. C. S. Hwang, un presidente taiwanés del magnate de Chyau Fwu Group. 
El espacio de la oficina en cada piso es columna-menos así que se puede reconfigurar según el deseo del inquilino. Aunque es un edificio moderno, terminado en 2002, está especialmente diseñado en el clásico estilo art déco, siguiendo el edificio de 1929 Chanin de la ciudad de Nueva York como inspiración. La superficie exterior del edificio está revestida de granito marrón, bronce, laca y vidrio. 
El vestíbulo también está diseñado principalmente en el estilo art déco y cuenta con un techo de 15 metros de altura con detalles hechos a mano. El bar en el vestíbulo del edificio tiene un único enfriador de vino de 3 pisos de alto, desde el que una barra femenina vestida de hada recupera botellas a petición mediante un aparato de alambre volante. 
La plaza abierta de la Plaza Parkview es una reminiscencia de la Piazza San Marco en Venecia, con esculturas y estatuas que rodean la plaza abierta. Hay muchas efigies de bronce de algunas de las figuras más famosas de la historia del mundo, incluyendo Sun Yat-sen, Abraham Lincoln, Salvador Dalí, Mozart, Chopin, Isaac Newton, Pablo Picasso, Rembrandt, Shakespeare, Platón, Dante, Winston Churchill y Albert Einstein. 
El edificio también tiene un uso generalizado de motivos, esculturas y ornamentación. El edificio está "protegido" por ocho gigantescas estatuas de fibra de vidrio de hombres sosteniendo una bola ligera en sus manos, cuatro de ellos de pie en cada lado ancho de la corona del edificio. Otro ejemplo son las gárgolas que decoran el exterior del edificio, que se dice que son hechos a mano. 
Localmente, el edificio se refiere a menudo como "edificio de Gotham", debido a su estilo arquitectónico del art déco que se asemeja a la ciudad ficticia de Gotham de la serie de Batman. 

### Estatua de grúa dorada

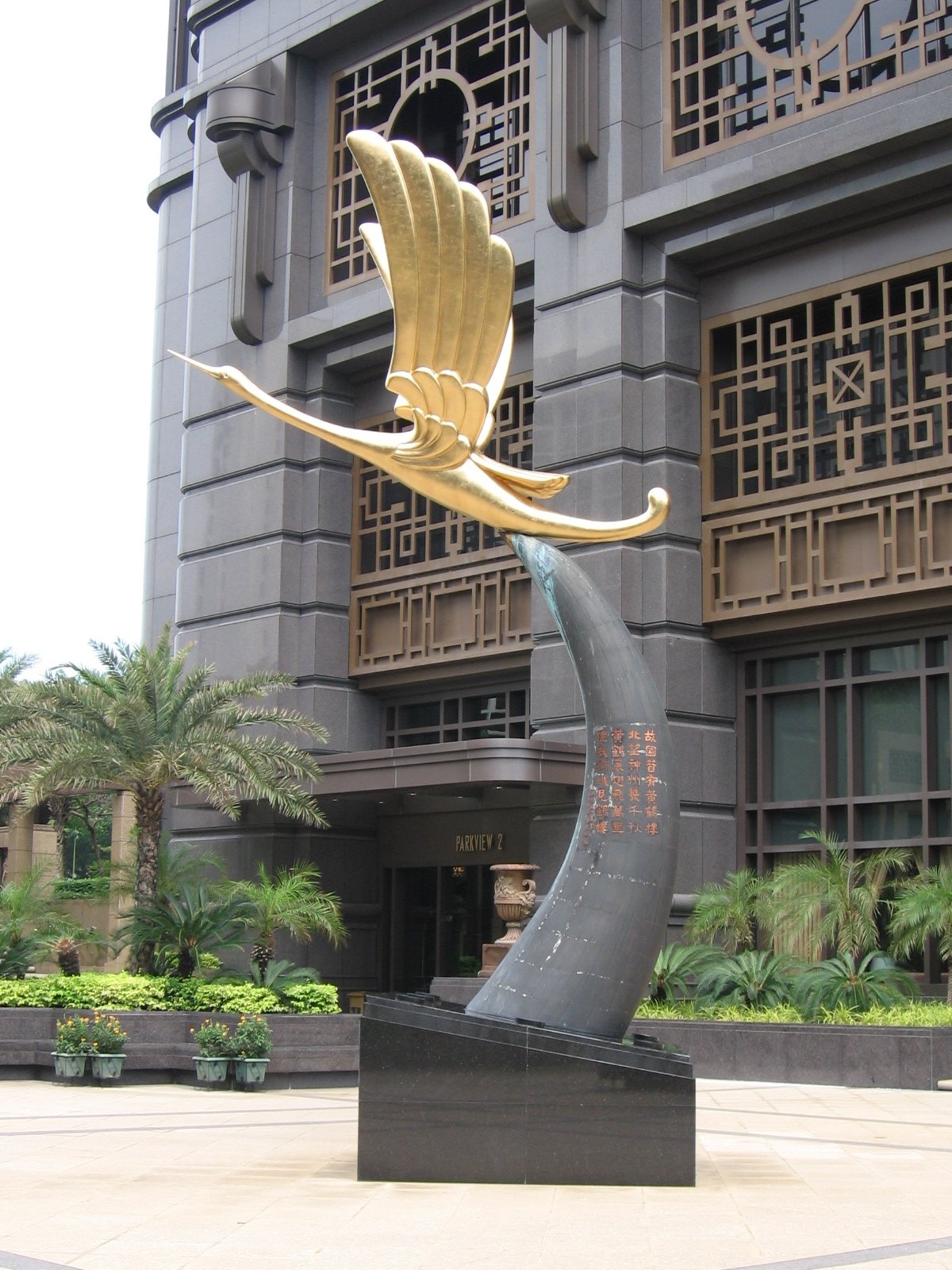
Escultura de grúa de la firma en Parkview Plaza

En el centro de la plaza está una estatua de una grúa de oro con su cabeza levantada, apuntando hacia la dirección de la China continental, sus alas en el modo de pre-vuelo. En el pedestal, se escribe un poema chino: 

黄鹤楼

故国旧有黄鹤楼

北望神州几千秋

黄鹤展翅飞万里

伟哉狮城见鹤楼
 
El poema se refiere a una grúa mítica mirando hacia la dirección de su templo (un lugar de culto en Hubei, China) y ansioso por volar a miles de kilómetros de regreso - Representando la nostalgia del propietario. El poema también aparece como un huevo de Pascua en Ilustración original de la versión china de StarCraft 2. 
La estatua está supuesta para traer riqueza al edificio.

## Galería

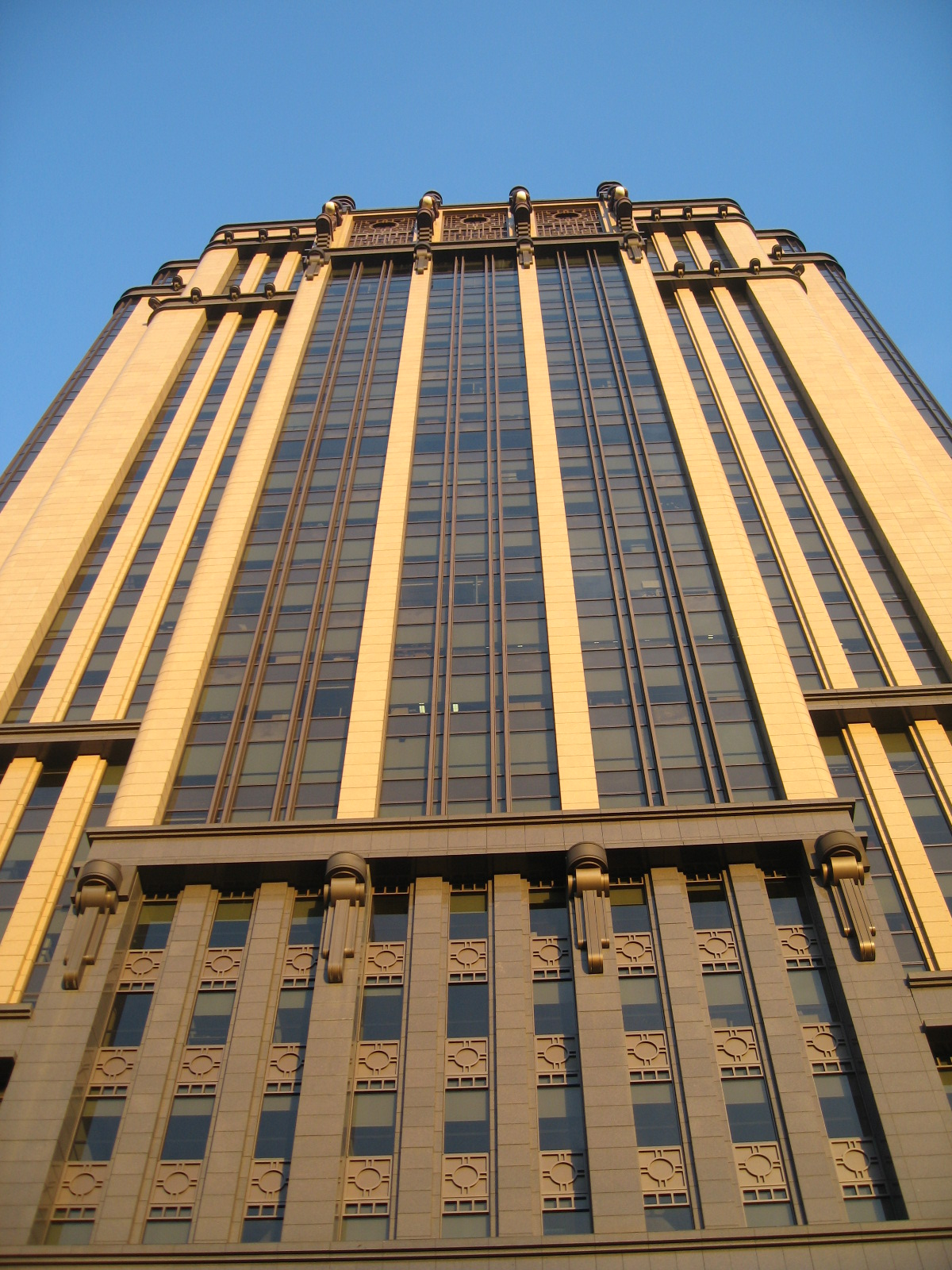
Cercano arriba vista
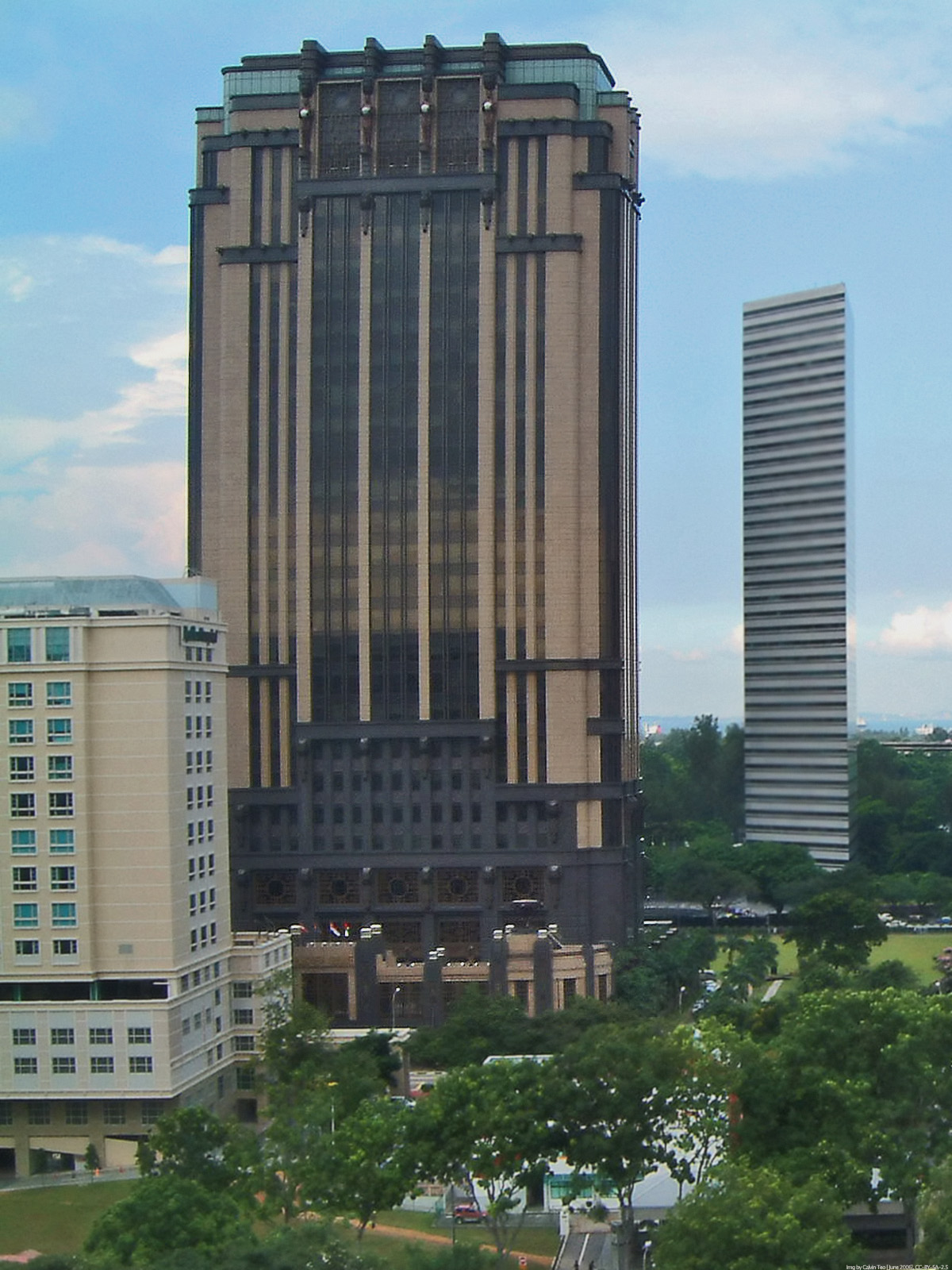
Disparado de una distancia
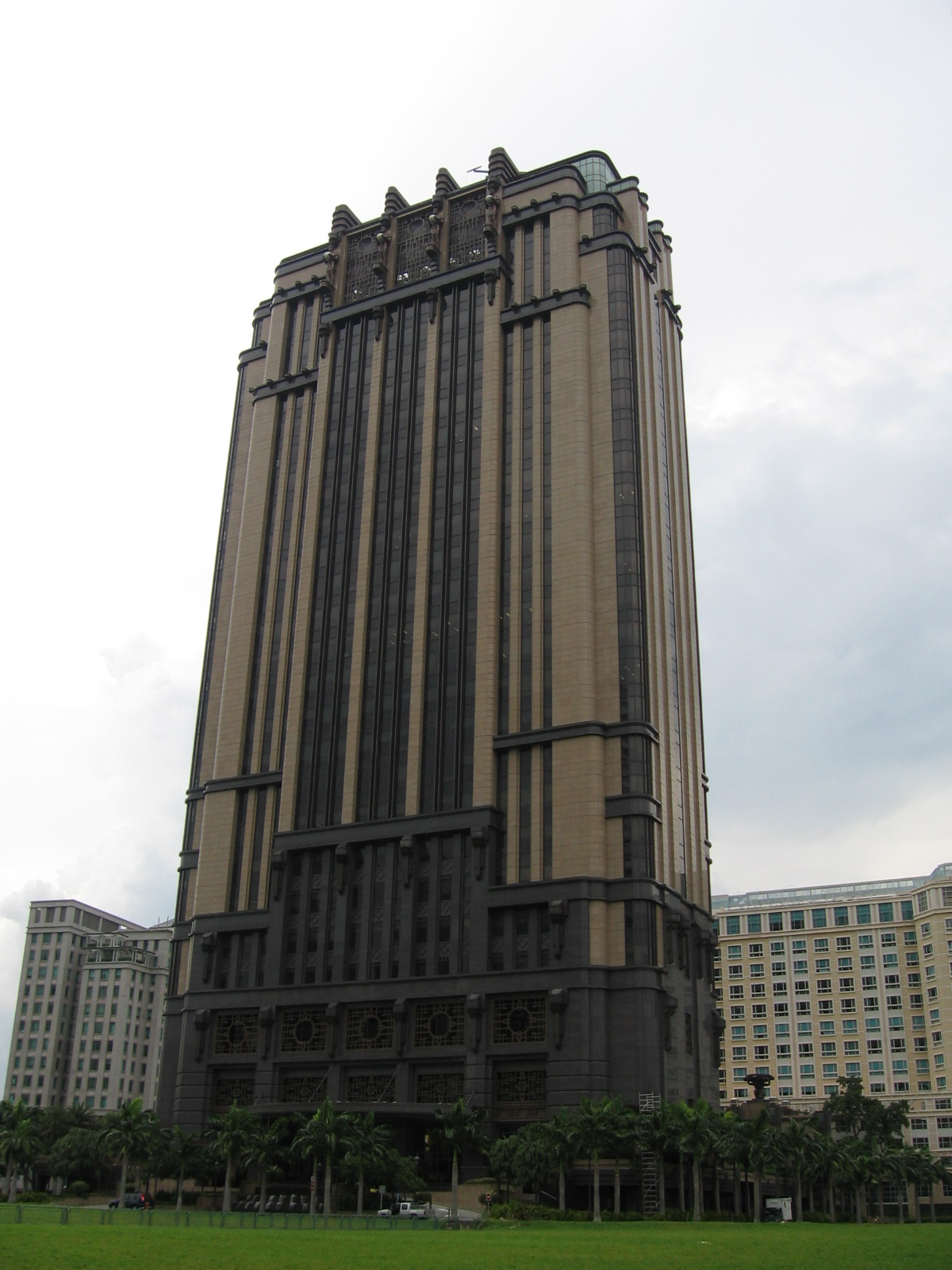
El rascacielos en diciembre 2005